# Verwaltungsgliederung der Oblast Kaliningrad
Dieser Artikel beschäftigt sich mit der Verwaltungsgliederung der Oblast Kaliningrad.
Die Oblast Kaliningrad besteht administrativ-territorial aus acht Städten von Oblast-Bedeutung, einer Siedlung städtischen Typs von Oblast-Bedeutung (Jantarny) und 13 administrativen Rajons.
Die acht Städte von Oblast-Bedeutung und die Siedlung städtischen Typs von Oblast-Bedeutung bilden munizipal, d. h. die kommunale Selbstverwaltung betreffend, jeweils einen Stadtkreis (ru. gorodskoi okrug). Diese neun Verwaltungseinheiten werden in der folgenden Übersicht als Stadtkreis bezeichnet.
Die 13 administrativen Rajons bilden munizipal in einem Fall (Rajon Gussew) einen Stadtkreis und in den übrigen zwölf Fällen einen Munizipalkreis (ru. munizipalny okrug). Diese 13 Verwaltungseinheiten werden in der folgenden Übersicht als Rajon bezeichnet.

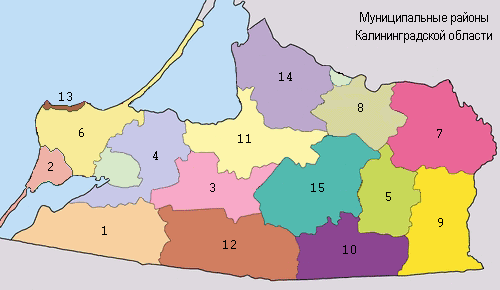
Verwaltungsgrenzen der Rajons 2008–2018

Verwaltungsgrenzen der Rajons 2021

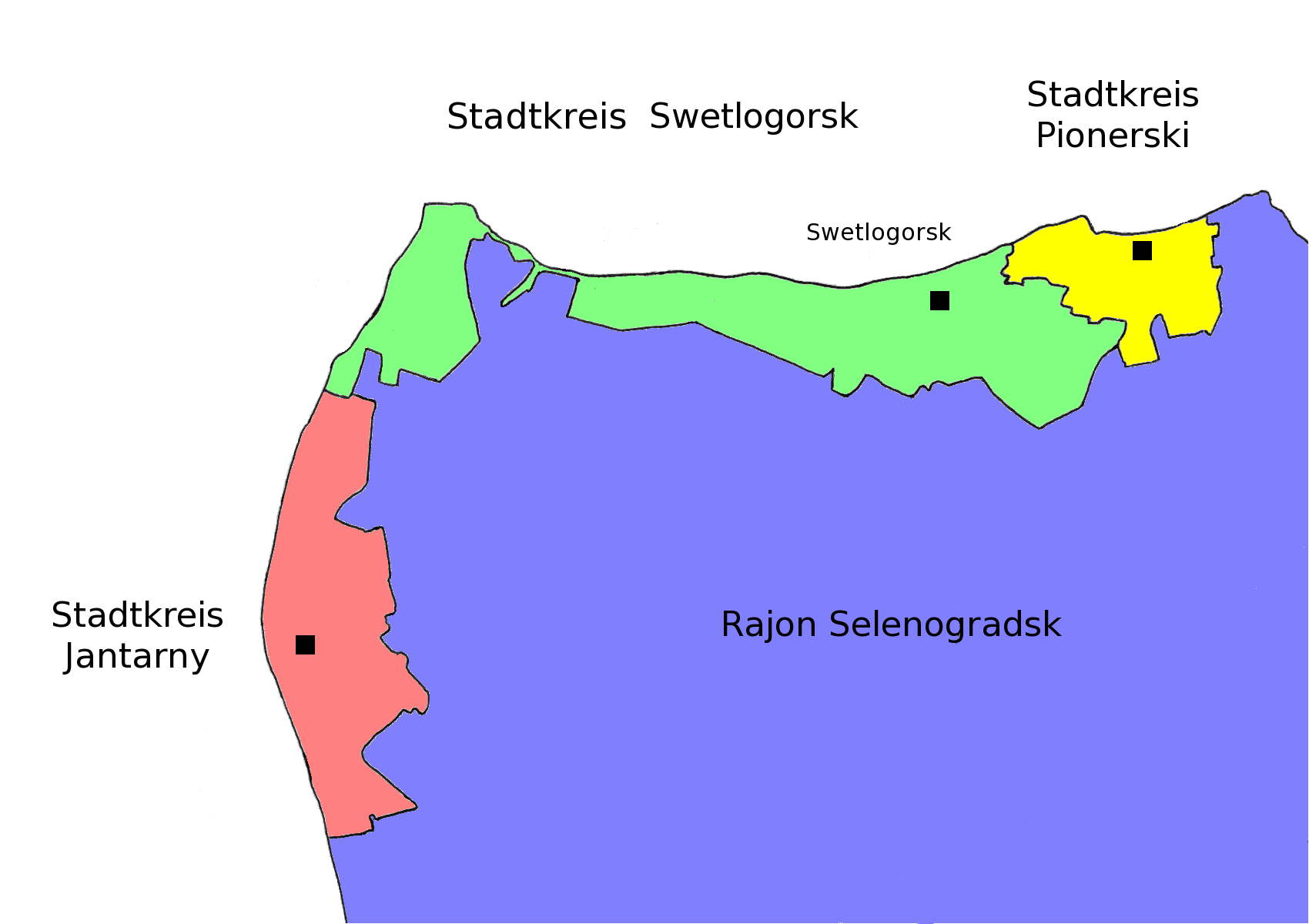
Westliches Samland 2021
(Ausschnitt vergrößert)

Stadtkreise:
| Stadtkreis               | Fläche   | Bevölkerung                 | Dichte | Karten- skizze |
| Name                     | km² 2021 | Einwohner (1. Oktober 2021) | E/km²  | Nr.            |
| ------------------------ | -------- | --------------------------- | ------ | -------------- |
| Baltijsk (Pillau)        | 101,3    | 28.856                      | 284.9  | 2              |
| Jantarny (Palmnicken)    | 19,4     | 7.294                       | 376.0  | 9              |
| Kaliningrad (Königsberg) | 224,6    | 490.449                     | 2183.7 | 1              |
| Laduschkin (Ludwigsort)  | 28,2     | 3.761                       | 133.4  | 3              |
| Mamonowo (Heiligenbeil)  | 106,1    | 8.527                       | 80.4   | 4              |
| Pionerski (Neukuhren)    | 8,3      | 12.794                      | 1541.4 | 5              |
| Sowetsk (Tilsit)         | 43,8     | 38.910                      | 888.4  | 8              |
| Swetlogorsk (Rauschen)   | 33,2     | 20.105                      | 605.6  | 7              |
| Swetly (Zimmerbude)      | 85,6     | 27.606                      | 322.5  | 6              |

Rajons:
| Rajon                                      | Fläche   | Bevölkerung                 | Dichte | Karten- skizze |
| Name                                       | km² 2021 | Einwohner (1. Oktober 2021) | E/km²  | Nr.            |
| ------------------------------------------ | -------- | --------------------------- | ------ | -------------- |
| Rajon Bagrationowsk (Preußisch Eylau)      | 1.014    | 32.923                      | 32     | 10             |
| Rajon Gurjewsk (Neuhausen)                 | 1.284    | 103.416                     | 81     | 12             |
| Rajon Gussew (Gumbinnen)                   | 643      | 38.089                      | 59     | 13             |
| Rajon Gwardeisk (Tapiau)                   | 784      | 29.797                      | 38     | 11             |
| Rajon Krasnosnamensk (Lasdehnen/Haselberg) | 1.280    | 11.082                      | 9      | 15             |
| Rajon Neman (Ragnit)                       | 698      | 15.606                      | 22     | 16             |
| Rajon Nesterow (Stallupönen/Ebenrode)      | 1.061    | 11.897                      | 11     | 17             |
| Rajon Osjorsk (Darkehmen/Angerapp)         | 877      | 12.664                      | 14     | 18             |
| Rajon Polessk (Labiau)                     | 834      | 17.134                      | 21     | 19             |
| Rajon Prawdinsk (Friedland)                | 1.284    | 18.443                      | 14     | 20             |
| Rajon Selenogradsk (Cranz)                 | 2.016    | 38.010                      | 19     | 14             |
| Rajon Slawsk (Heinrichswalde)              | 1.349    | 16.193                      | 12     | 21             |
| Rajon Tschernjachowsk (Insterburg)         | 1.286    | 46.410                      | 36     | 22             |

## Geschichte
Als am 7. April 1946 die Oblast Königsberg (Кёнигсбергская область, Kënigsbergskaja oblastʹ) gegründet wurde, wurde es in die folgenden 14 Rajons, die am 7. September 1946 umbenannt wurden, unterteilt:
| alter Name vom 7. April 1946 bis zum 7. September 1946 | alter Name vom 7. April 1946 bis zum 7. September 1946 | alter Name vom 7. April 1946 bis zum 7. September 1946 | neuer Name ab 7. September 1946 | neuer Name ab 7. September 1946 | neuer Name ab 7. September 1946 |
| russisch                                               | Transliteration                                        | deutsch                                                | russisch                        | Transliteration                 | deutsch                         |
| ------------------------------------------------------ | ------------------------------------------------------ | ------------------------------------------------------ | ------------------------------- | ------------------------------- | ------------------------------- |
| Гумбинненский район                                    | Gumbinnenskij rajon                                    | Rajon Gumbinnen                                        | Гусевский район                 | Gussevskij rajon                | Rajon Gussew                    |
| Даркеменский район                                     | Darkemenskij rajon                                     | Rajon Darkehmen                                        | Озёрский район                  | Ozërskij rajon                  | Rajon Osjorsk                   |
| Земландский район                                      | Zemlandskij rajon                                      | Rajon Samland                                          | Приморский район                | Primorskij rajon                | Rajon Primorsk                  |
| Инстербургский район                                   | Insterburgskij rajon                                   | Rajon Insterburg                                       | Черняховский район              | Černjachovskij rajon            | Rajon Tschernjachowsk           |
| Кёнигсбергский район                                   | Kënigsbergskij rajon                                   | Rajon Königsberg                                       | Гурьевский район                | Gur'jevskij rajon               | Rajon Gurjewsk                  |
| Кройцбургский район                                    | Krojcburgskij rajon                                    | Rajon Kreuzburg                                        | Багратионовский район           | Bagrationovskij rajon           | Rajon Bagrationowsk             |
| Лабиауский район                                       | Labiauskij rajon                                       | Rajon Labiau                                           | Полесский район                 | Polesskij rajon                 | Rajon Polessk                   |
| Пилькалленский район                                   | Pil'kallenskij rajon                                   | Rajon Pillkallen                                       | Краснознаменский район          | Krasnoznamenskij rajon          | Rajon Krasnosnamensk            |
| Рагнитский район                                       | Ragnitskij rajon                                       | Rajon Ragnit                                           | Советский район                 | Sovetskij rajon                 | Rajon Sowetsk                   |
| Тапиауский район                                       | Tapiauskij rajon                                       | Rajon Tapiau                                           | Гвардейский район               | Gvardejskij rajon               | Rajon Gwardeisk                 |
| Фридляндский район                                     | Friedljandskij rajon                                   | Rajon Friedland                                        | Правдинский район               | Pravdinskij rajon               | Rajon Prawdinsk                 |
| Хайлигенбайльский район                                | Chajligenbajl'skij rajon                               | Rajon Heiligenbeil                                     | Ладушкинский район              | Laduškinskij rajon              | Rajon Laduschkin                |
| Хайнрихсвальдский район                                | Chajnrichsval'dskij rajon                              | Rajon Heinrichswalde                                   | Славский район                  | Slavskij rajon                  | Rajon Slawsk                    |
| Шталлупёненский район                                  | Štallupënenskij rajon                                  | Rajon Stallupönen                                      | Нестеровский район              | Nesterovskij rajon              | Rajon Nesterow                  |

1947 wurden der Rajon Bolschakowo (Большаковский район/Bol'šakovskij rajon),  der Rajon Schelesnodoroschny (Железнодорожный район/Železnodorožnyj rajon) und der Rajon Kaliningrad (Калининградский район/Kaliningradskij rajon) gegründet.
1958 wurde der Rajon Sowetsk nach seinem Verwaltungssitz in Rajon Neman (Неманский район/Nemanskij rajon) umbenannt. 1959 wurde der Rajon Kaliningrad aufgelöst. 1962 wurden die Rajons Bolschakowo, Laduschkin und Schelesnodoroschny aufgelöst. 1963 folgten die Rajons Gwardeisk, Gussew, Neman, Primorsk und Tschernjachowsk. 1965 wurden diese fünf Rajons mit teils veränderten Grenzen wiederhergestellt. Dabei wurde der Rajon Primorsk in Rajon Selenogradsk (Зеленоградский район/Zelenogradskij rajon) umbenannt.